# Prionacris compressa
Prionacris compressa är en insektsart som beskrevs av Carl Stål 1878. Prionacris compressa ingår i släktet Prionacris och familjen Romaleidae. Inga underarter finns listade i Catalogue of Life.